# Томас де Бошан, 11-й граф Уорик
Томас де Бошан (англ. Thomas de Beauchamp; 14 февраля 1313 — 13 ноября 1369) — 11-й граф Уорик с 1315 года, английский военачальник во время Столетней войны, граф-маршал Англии с 1343/1344 года, сын Ги де Бошана, 10-го графа Уорика, и Элис де Тосни, дочери Ральфа VII де Тосни.

## Биография
В 1315 году умер отец Томаса, Ги де Бошан, 10-й граф Уорик. В это время Томас был ещё младенцем. Он должен был унаследовать титул графа Уорика, опекуном его во время правления короля Эдуарда II Плантагенета был Хью Диспенсер Старший, 1-й граф Винчестер. После свержения Эдуарда II в 1326 году опека над Томасом была передана Роджеру Мортимеру, 1-му графу Марча. Около 1328 года Роджер женил Томаса на одной из своих дочерей, Кэтрин. Вскоре Томас, хотя он ещё не был совершеннолетним, получил королевское разрешение самому управлять своими владениями.
В 1342 году Томас участвовал в походе английской армии под командованием графа Дерби Генри Гросмонта в Шотландию, где она осаждала Лохмабен.
В 1343/1344 году король Эдуард III назначил Томаса маршалом Англии.
В 1346 году Томас в составе армии короля Эдуарда III высадился во Франции. Во время высадки в Ла Хоге Томас со своим оруженосцем и 6 лучниками атаковал отряд из 100 французов, который пытался помешать высадки. В результате 60 французов было убито, остальные бежали. Это позволило остальным англичанам высадиться на берег.
26 августа в битве при Креси Томас был фактическим командиром правого фланга английской армии, которым номинально командовал старший сын короля Эдуарда III — Эдуард Чёрный Принц. В сентябре 1346 — августе 1347 года Томас участвовал в осаде и захвате Кале.
В 1348 году Томас вместе с младшим братом Джоном стал одним из рыцарей-основателей Ордена Подвязки.
В октябре 1355 года Томас в составе армии, которой командовал Эдуард Чёрный Принц, отправился из Бордо в Лангедок. При этом Томас совместно с сэром Реджинальдом Кобемом был командиром авангарда. Там Томас участвовал в захвате ряда городов (Аруиля, Монклара, Монигскарда, Вильфранша, Авиньона, Кастельнодари), а также в разорении окрестностей Нарбонны и разрушении Каркассона.
В январе 1356 года Томас командовал небольшим отрядом англичан, который по реке Гаронна достиг Ажена.
19 сентября 1356 года Томас принял участие в битве при Пуатье, где он совместно с графом Солсбери Уильямом Монтегю командовал авангардом англичан.
После заключения мира в Бретиньи между Францией и Англией Томас в 1362 году принял участие в крестовом походе против пруссов, откуда вернулся только через 3 года.
После возобновления Столетней войны в 1369 году Томас совместно с герцогом Ланкастером Джоном Гонтом, одним из сыновей короля Эдуарда III, а также лордом-констеблем Англии, графом Херефорда и Эссекса Хэмфри де Богуном, возглавил английскую армию, осадившую Кале. Во время осады армия сильно страдала от недостатка продовольствия, кроме того, в ней начала распространяться чума, в результате чего умерло много солдат. Однако, несмотря на это, Томас, узнавший о готовящейся напасть армии французов, с отборным отрядом атаковал армию противника, вынудив её отступить. После этого он разорил остров Ко. Но после возвращения под Кале 13 ноября Томас неожиданно умер. Вероятно причиной его смерти стала чума, однако ходили слухи, что его отравили по приказу Хэмфри де Богуна.
Тело Томаса доставили в Англию, где его и похоронили — в церкви Святой Марии в Уорике. Наследовал ему старший сын Томас, 12-й граф Уорик.

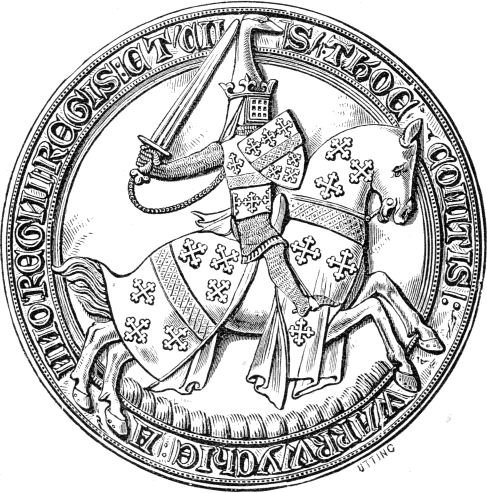
Печать сэра Томаса Бошана, графа Уорика. 1344 год.

## Брак и дети
Жена: около 1328 Кэтрин Мортимер (ум. 4 августа/6 сентября 1369), дочь Роджера Мортимера, 1-го графа Марча, и Жанны де Жуанвиль. Дети:
- Ги II (ум. 28 апреля 1360)
- Томас (до 16 марта 1339 — 8 апреля 1401), 12-й граф Уорик с 1369
- Рейнбёрн
- Уильям (ум. 8 мая 1411), 1-й барон Абергавенни с 1392
- Мод; муж: Роджер де Клиффорд (10 июля 1333 — 13 июля 1389/1390), 5-й барон де Клиффорд
- Филиппа; муж: Хью де Стаффорд (ок. 1344 — октябрь 1386), 2-й граф Стаффорд с 1372
- Элис (ум. 26 октября 1383); 1-й муж: ранее 1355 Джон де Бошан (20 января 1329/1330 — 08 октября 1361), 3-й барон Бошан из Сомерсета; 2-й муж: ранее 1374 сэр Мэтью Гурней
- Джоан; Ральф Бассет (10 мая 1390), 3-й барон Бассет из Дрейтона
- Изабель (ум. 29 сентября 1416), монахиня с 21 марта 1382; 1-й муж: Джон ле Стрейндж (ок. 1353 — 3 августа 1375), 5-й барон Стрейндж из Блэкмера; 2-й муж: ранее 12 июня 1376 Уильям де Уффорд (ок. 1339 — 15 февраля 1381), 2-й граф Саффолк
- Маргарет; муж: Ги де Монфор
- Агнес; 1-й муж: N Коуксей; 2-й муж: N Бардольф
- Джон
- Роджер
- Хиром
- Джон
- Юлиана
- Кэтрин, монахиня в Шулдхеме
- (?) Элизабет; муж: Томас де Уффорд (ум. до 4 ноября 1369), сын Роберта де Уффорда, 1-го графа Саффолка